# Manfred Curbach
Manfred Curbach (* 28. září 1956, Dortmund) je německý stavební inženýr a univerzitní profesor. Je jednou z předních osobností ve vývoji textilního betonu, resp. betonu s uhlíkovou výztuží. 

## Život
V červnu 1976 složil Manfred Curbach maturitu na střední škole Alberta Einsteina v Dortmundu. V letech 1977–1982 studoval stavební inženýrství na Technické univerzitě v Dortmundu, obor pozemní stavby. Od roku 1980 byl podporován nadací Studienstiftung des Deutschen Volkes. Po obdržení diplomu získal stipendium od této nadace pro studium na Princetonově univerzitě kde pracoval pod vedením Davida P. Billingtona na tématech „Mostní stavitelství v USA“ a „Robert Maillart“.
Od roku 1982 do roku 1988 byl Manfred Curbach vědeckým pracovníkem v týmu prof. Josefa Eibla, nejprve na univerzitě v Dortmundu a posléze na univerzitě v Karlsruhe, kde získal v roce 1987 doktorát. Od roku 1988 pracoval jako projektový manažer v inženýrské kanceláři Köhler + Seitz kde byl také v letech 1994 až 2004 partnerem.
Od srpna 1994 je Manfred Curbach profesorem a vedoucím katedry betonových konstrukcí na TU Dresden, což je dosud jeho hlavním oborem činnosti. Od roku 1997 je autorizovaným inženýrem (Prüfingenieur) pro obor Statika konstrukcí se specializací na betonové konstrukce a od roku 2005 je partnerem v nově založené inženýrské kanceláři Curbach Bösche Ingenieurpartner, Dresden. V prosinci roku 2014 byla založena společnost CarboCon GmbH, která se specializuje na návrh, výpočet a výstavbu konstrukcí z betonu vyztuženého uhlíkovými vlákny. Curbach je jedním ze tří zakládajících akcionářů.

## Výzkum

### Textilní beton / beton s uhlíkovou výztuží (Carbonbeton)
Manfred Curbach pracuje na základním i aplikovaném výzkumu textilního betonu a uhlíko-betonu a to od jeho vývoje až do převodu do praxe. Od roku 1999 do roku 2011 byl Curbach mluvčím Centra pro spolupráci SFB (Sondernforschungbereich) 528 s názvem "Textilní výztuže pro zesílení a sanace konstrukcí“. Jako součást tohoto výzkumného programu byl vyvinut a zkoumán nový kompozitní materiál vyrobený z vysokopevnostního jemnozrnného betonu a vysokohodnotných vláken (vyrobených z různých materiálů, jako je alkalicky rezistentní sklo a pozdějších fázích výzkumu především uhlíková vlákna). Nově vyvinutý materiál byl také odzkoušen v praxi v pilotních projektech ve spolupráci s firmami, především ze stavební branže.
Manfred Curbach je vedoucím konsorcia v jednom z deseti projektů, které jsou financovány z projektu spolkového ministerstva pro vzdělání a výzkum (Bundesministerium für Bildung und Forschung, BMBF) s názvem Zwanzig20 až do výše 45 milionů eur. Cílem tohoto konsorcia C³ - Carbon Concrete Composite je podpora zavedení zcela nového způsobu výstavby na základě betonu s uhlíkovou výztuží (Carbonbeton) do praxe.
Dalšími výzkumnými tématy jsou materiálové chování betonů při víceosém zatěžování nebo při vysokých rychlostech deformace.

### Zatížení rázem (impact)
Manfred Curbach pracuje v základním výzkumu na tématu vysokorychlostní dynamika a zatížení betonu a betonových konstrukcí rázem. K této problematice vytvořil globálně uznávané centrum.

### Víceosé namáhání
Manfred Curbach se intenzivně podílel na výzkumu chování obzvláště vysokopevnostního a vysokohodnotného betonu při víceosém zatížení. V tomto, z experimentálního i teoretického hlediska vysoce náročném předmětu, založil a vedl Curbach výzkumnou skupinu.

### Mosty
Organizací každoročního symposia o mostním stavitelství „Dresdner Brückenbausymposium“ se prof. Curbachovi podařilo vytvořit národní a posléze i mezinárodní platformu pro setkávání projektantů a expertů z oboru mostního stavitelství. Prostřednictvím tohoto sympozia, ale také díky vlastním návrhům, výpočtům a realizaci velkých mostů se Curbach podílí na vývoji mostního stavitelství v Německu.

### Historie použití železobetonu
Prostřednictvím výzkumu národních i mezinárodních dějin železobetonové výstavby zvýšil Curbach celosvětové povědomí betonářské komunity o vlastní historii.

## Členství v organizacích
Od roku 1999 je členem vědecké redakční rady časopisu Beton- und Stahlbetonbau, od roku 2010 je vedoucím německé delegace Mezinárodní federace pro konstrukční beton (fédération internationale du béton, fib) a od února 2012 je členem kontrolní komise Německé společnosti pro výzkum (Deutsche Forschungsgemeinschaft, DFG). Je členem představenstva a výzkumného poradního výboru německého výboru pro železobeton (Deutscher Ausschuss für Stahlbeton, DAfStb), kde byl v letech 2004 až 2012 předsedou výkonné rady. Od roku 2002 do roku 2008 byl členem senátu Německé společnosti pro výzkum (DFG) a od roku 2003 do roku 2008 předsedou představenstva společnosti německých inženýrů pro pozemní stavitelství (VDI-Gesellschaft Bautechnik). Curbach je od roku 2011 členem vědeckého poradního výboru Spolkového institutu pro vodní stavitelství (Bundesanstalt für Wasserbau, BAW) a od roku 2015 je předsedou tohoto výboru.
Dále vede Curbach německou delegaci v Mezinárodní federaci pro konstrukční beton, fib (fédération internationale du béton) a předsedá pracovním skupinám pro textilní beton a pro historii betonových konstrukcí.  

## Ocenění
Patnáctého listopadu 2011 získal Manfred Curbach čestný doktorát z univerzity v Kaiserslauternu za vynikající vědecké úspěchy v oblasti stavebního inženýrství, za důslednou aplikaci výsledků výzkumu do stavební praxe a za jeho příkladnou osobnost.
Od června 2013 je Curbach členem Leopoldina – německá národní akademie věd. V roce 2017 získal tu čest pronést prestižní vánoční přednášku Leopoldina. V září 2014 udělila společnost německých inženýrů VDI-Gesellschaft Bauen und Gebäudetechnik na své výroční konferenci Manfredu Curbachovi ocenění za vynikající úspěchy v oblasti stavebních technologií (Wolfgang-Zerna-Ehrenmedaille).
V roce 2016 byl Curbach zvolen do Saské akademie věd.
V roce 2016 obdržel Manfred Curbach spolu s Chokri Cherifem a Petrem Offermannem německou cenu budoucnosti (Deutschen Zukunftspreis), která je udělována německým spolkovým prezidentem.
V rámci slavnostního dne Saské komory inženýrů mu byla v listopadu 2018 udělena Wackerbarthova medaile za výsledky jeho vědecké práce a také za jeho angažovanost na mezinárodním sympoziu o mostním staviteství pořádaném v Drážďanech (DBBS).
Na Německém dni stavebních technologií 2019 ve Stuttgartu obdržel Manfred Curbach cenu Emil-Mörsch-Denkmünze, dar od spolku Deutscher Beton- und Bautechnik-Verein E.V. V roce 2019 mu bude uděleno ocenění Carl-Friedrich-Gauß-Medaille. Od prosince 2019 je Manfred Curbach korespondenčním členem Vědecké společnosti Braunschweig v kategorii technických věd. Rovněž v prosinci 2019 se Manfred Curbach stal řádným členem německé Akademie vědy a techniky (acatech). 4. října 2021 ocenila Technická univerzita v Drážďanech (TUD) členy, kteří se vyznamenali vynikajícími zásluhami a mimořádnými individuálními výsledky ve prospěch univerzity. Curbach obdržel vyznamenání Zlatý čestný odznak mimo jiné za průkopnickou práci v oblasti textilbetonu a za úspěšné funkční období jako prorektor pro rozvoj.  Jako jeden z deseti členů fib, kteří jsou členy fib - Fédération internationale du béton již nejméně 10 let, reprezentují její hodnoty a aktivně se zasloužili o rozvoj betonového stavitelství - v oblasti výuky, výzkumu, projektování a výstavby[26] - byl Curbach v únoru 2022 zvolen členem fib Fellow 2022. V květnu 2023 byla Curbachovi udělena medaile za zásluhy "fib Medal of Merit" od mezinárodní organizace fib - Fédération internationale du béton jako uznání za jeho vynikající výsledky.

## Dílo
- Most přes Dunaj Fischerdorf (1988)
- Spessartbrücke, silniční most přes řeku Main u Wertheimu (1989–1990)
- Most přes řeku Main Retzbach-Zellingen (1990–1991)
- Mostní komplexy Neckarbrücken v průběhu stavby B 312 mezi B 10 a B 14/29 ve Stuttgartu (1992–1993)
- Most přes řeku Main - Oberndorf - v průběhu výstavby dálnice A 70 (1993)
- Most přes řeku Saale - Rudolphstein
- Mosty z textilbetonu v Oschatz (2005) a Kempten (2007)

## Publikace

### Vybrané publikace
- MAY, Sebastian; MICHLER, Harald; SCHLADITZ, Frank; CURBACH, Manfred. Lightweight ceiling system made of carbon reinforced concrete. Structural Concrete. Wiley, 10 April 2018. ISSN 1464-4177. doi:10.1002/suco.201700224.
- FRENZEL, Michael; CURBACH, Manfred. Shear strength of concrete interfaces with infra-lightweight and foam concrete. Structural Concrete. Wiley, 26 October 2017, s. 269–283. ISSN 1464-4177. doi:10.1002/suco.201700015.
- HEGGER, Josef; CURBACH, Manfred; STARK, Alexander; WILHELM, Sebastian; FARWIG, Kristina. Innovative design concepts: Application of textile reinforced concrete to shell structures. Structural Concrete. Wiley, 23 November 2017, s. 637–646. ISSN 1464-4177. doi:10.1002/suco.201700157.
- QUAST, Matthias; CURBACH, Manfred, 2017. Concrete under biaxial dynamic compressive loading. Procedia Engineering. Elsevier BV. S. 24–31. ISSN 1877-7058. doi:10.1016/j.proeng.2017.11.044.
- SCHMIDT, Angela; CURBACH, Manfred. Design optimization to increase the (buckling) stability of concrete columns. Structural Concrete. Wiley, 23 March 2017, s. 680–692. ISSN 1464-4177. doi:10.1002/suco.201600183.
- WILHELM, Sebastian; CURBACH, Manfred, 2017. Experimental and nonlinear numerical analysis of underwater housings for the deep sea, made of ultra-high performance concrete. Structural Concrete. Wiley. S. 216–224. ISSN 1464-4177. doi:10.1002/suco.201600018.
- ZOBEL, Robert; CURBACH, Manfred. Numerical study of reinforced and prestressed concrete components under biaxial tensile stresses. Structural Concrete. Wiley, 23 February 2017, s. 356–365. ISSN 1464-4177. doi:10.1002/suco.201600077.
- MÁCA, P.; PANTEKI, E.; CURBACH, M. Bond stress-slip behaviour of concrete and steel under high-loading rates. International Journal of Computational Methods and Experimental Measurements. WITPRESS LTD., 20 July 2016, s. 221–230. ISSN 2046-0546. doi:10.2495/cmem-v4-n3-221-230.
- RITTER, Robert; CURBACH, Manfred, 2016. Shape of Hypersurface of Concrete under Multiaxial Loading. ACI Materials Journal. American Concrete Institute. ISSN 0889-325X. doi:10.14359/51688182.
- BECKMANN, Birgit; SCHICKTANZ, Kai; REISCHL, Dirk; CURBACH, Manfred, 2012. DEM simulation of concrete fracture and crack evolution. Structural Concrete. Wiley. S. 213–220. ISSN 1464-4177. doi:10.1002/suco.201100036.

### Publikace pro německý výbor pro železobeton (Deutscher Ausschuss für Stahlbeton, DAfStb)
- Manfred Curbach, Silke Scheerer, Kerstin Speck, Torsten Hampel: Experimentelle Analyse des Tragverhaltens von Hochleistungsbeton unter mehraxialer Beanspruchung. Heft 578, 2011.
- Manfred Curbach, Kerstin Speck: Konzentrierte Lasteinleitung in dünnwandige Bauteile aus textilbewehrtem Beton. Heft 571, 2008.
- Manfred Curbach, Kerstin Speck: Mehraxiale Festigkeit von duktilem Hochleistungsbeton. Heft 524, 2002.
- Manfred Curbach u. a.: Sachstandsbericht zum Einsatz von Textilien im Massivbau. Heft 488, 1998.
- Manfred Curbach, Thomas Bösche: Verwendung von Bitumen als Gleitschicht im Massivbau. Heft 485.

### Další publikace
Podrobný seznam publikací je k dispozici na internetových stránkách katedry pro betonové konstrukce univerzity TU Dresden.